# Peter Gašparík
Peter Gašparík (Peter M. Gašparík, Peter Tigrov; * 18. květen 1977, Bratislava) je slovenský spisovatel a režisér. Kromě poezie a umělecké prózy píše i krimi romány, jejichž ústřední postavou je fotograf-detektiv Kornel Karovič.
V roce 2019 měl premiéru jeho film Tereza – Náboj lásky na MFF Art Film Fest v Košicích.

## Biografie
Vyrůstal v Bratislavě spolu se zdravotně znevýhodněnou sestrou. Otec pocházel z Bratislavy a matka, překladatelka a tlumočnice Tereza Gašparíková, z Banské Štiavnice. Žil dlouhodobě v Itálii, Francii, Belgii a USA.
Po absolvování Italského gymnázia studoval obor Filmová režie na Vysoké škole múzických umění v Bratislavě. Během studia absolvoval stáže a studijní pobyty v USA, Itálii a Francii. Například na New York Film Academy v New Yorku, CIFAP v Paříži, Università di Bologna. V Bologni navštěvoval semináře Umberta Eca. Jako novinář pracoval pro Večerník a Kamarát. Překládal televizní filmy a seriály pro RTVS a podnikal. K jeho první knize Kousek mého srdce napsal předmluvu Blahoslav Hečko. Další kniha Co jsem (ne)udělal, (ne)udělal jsem obsahuje čtyři menší knihy, poezii i prózu. Thriller Šelmy a hyeny z mediálního a politického prostředí napsal pod jménem Peter Tigrov. Je první ze série krimi románů s Kornelem Karovičem. Umělecký román Růžová vila se zabývá rodinnými příběhy z matčiny strany.[zdroj?]
Po letech se vrátil k režii autorského filmu, když v roce 2019 dokončil celovečerní dokument Tereza – náboj lásky, o vztahu matky k postižené dceři. V roce 2023 dokončil celovečerní dokument věnovaný odboji a Slovenskému národnímu povstání Stopy – Boje v Banské Štiavnici.

## Dílo

### Knihy
- Peter Gašparík – Kousek mého srdce (TeLeM, 2000)
- Peter M. Gašparík – Co jsem (ne)udělal, (ne)udělal jsem - (4 knihy v jedné: Co jsem (ne)udělal, (ne)udělal jsem – novela, Když mi bylo sedmnáct – krátké povídky, Tiger a touha – poezie, Drobnosti – poezie
- Peter Tigrov (Peter Gašparík) – Šelmy a hyeny (PEGART, 2017)
- Peter Gašparík – Smrt na zlatých (Marenčin PT, 2021)
- Peter Gašparík – Smrt ve Štiavnici (Marenčin PT, 2021)
- Peter Tigrov (Peter Gašparík) – Šelmy a hyeny (Nakladatelství ALFA-OMEGA, překlad do českého jazyka: Tomáš Míka) ISBN 978-80-7389-266-1
- Peter Gašparík – Smrt v kostele (Marenčin PT, 2022)
- Peter Gašparík – Růžová vila (Marenčin PT, 2023) ISBN 978-80-569-0998-0
- Peter Gašparík – Smrt v Tatrách (Marenčin PT, 2023) ISBN 978-80-569-1167-9
- Peter Gašparík – Smrt v Gemeru (Marenčin PT, 2024)
- Peter Gašparík – Smrt na Liptově (Marenčin PT, 2025) ISBN 978-80-569-1318-5

### Celovečerní filmy (režie)
- Tereza – Náboj lásky, 2019
- STOPY – Boje v Banské Štiavnici, 2023